# 播州東洋ゴルフ倶楽部
播州東洋ゴルフ倶楽部（ばんしゅうとうようゴルフくらぶ）は、兵庫県加西市にあるゴルフ場である。

## 概要
「播州東洋ゴルフ倶楽部」は、兵庫県の南部、姫路市の東隣の播磨平野の中央に位置し、北側は中国山地の山裾が迫り、東西側は台地であり、南側は低い丘陵に囲まれており、畑作地帯や田園地帯が目立つロケーションの所にある。
1970年（昭和45年）代初期、新たなゴルフ場の建設に向けて、建設用地の加西市西横田地区に、コース設計家の上田治に依頼し、18ホール規模のゴルフ場の造成工事が着工され、 1974年（昭和49年）4月21日、「播州東洋ゴルフ倶楽部」18ホールの造成工事が完了し、開場された。
コースは、大阪市内より1時間あまり、地形を巧みに生かし、適度のアンジュレーションを持った丘陵コースである。全ホールがセパレートされフェアウェイも広く、3つの池が効果的に利用され各ホールが特徴を持っているコースである。ホールの両サイドには桜の木が並び、素晴らしい景色が広がるコースとしても知られている。
播州東洋ゴルフ倶楽部は、上田治が設計したコースを開場時のまま保存する方針で、プレーすると上田治の手による設計思想を感じることが出来る。上田治の設計の中では比較的に距離は短いが、そのかわり多くの池が点在し難易度と戦略性が高められている。

## 所在地
〒675-2335 兵庫県加西市西横田町453-2

## コース情報
- 開場日 - 1974年4月21日
- 設計者 - 上田 治
- 面積 - 960,000m2（約29.0万坪）
- コースタイプ - 丘陵コース
- コース - 18ホールズ、パー72、6,705ヤード、コースレート72.5
- フェアウェー - コウライ
- ラフ - ノシバ
- グリーン - 1グリーン、ベント（ペンクロス）
- ハザード - バンカー55、池が絡むホール9
- ラウンドスタイル - 乗用カート(5人乗り)リモコン式、スコア集計機能GPSナビ
- 練習場 - 10打席250ヤード
- 休場日 - 無し[2][3]

## クラブ情報
- ハウス面積 - 3,912m2（1,183.3坪）
- ハウス設計 - 株式会社 竹中工務店
- ハウス施工 - 株式会社 竹中工務店[2][3]

## ギャラリー
- コース - 「播州東洋ゴルフ倶楽部」、コースレイアウト、2021年10月10日閲覧

## 交通アクセス
- 山陽本線（JR西日本） - 姫路駅より タクシー利用 約20分
- 神戸電鉄粟生線 - 小野駅より タクシー利用 約20分
- 北条鉄道株式会社北条線 - 播磨横田駅より タクシー利用約分[4]

道路
- 中国自動車道 - 加西ICより 8Km 約10分
- 山陽自動車道 - 加古川北ICより 10Km 約15分[4]

## 関連文献
- 『ゴルフ場ガイド 西版』、2006-2007、「播州東洋ゴルフ倶楽部」、東京 ゴルフダイジェスト社、2006年5月、2021年10月10日閲覧